# Klon (telenowela)
Klon – brazylijska telenowela o miłości muzułmanki i katolika. Jade, osierocona przez matkę dziewczyna, trafia do domu wuja w Maroku. Rodzina aranżuje jej ślub z bogatym i przystojnym Saidem, jednak dziewczyna nie potrafi odwzajemnić jego uczucia wciąż wspominając ukochanego Brazylijczyka. Gdy jej małżeństwo zostaje rozwiązane, orientuje się, że jest w ciąży.

## Obsada
- Murilo Benício - Lucas/Diogo/Leandro "Leo"
- Giovanna Antonelli - Jade
- Daniela Escobar - Maysa
- Dalton Vigh - Said
- Juca de Oliveira - Augusto Albieri
- Adriana Lessa - Deusa
- Reginaldo Faria - Leonidas Ferraz
- Vera Fischer - Yvette
- Eliane Giardini - Nazira
- Leticia Sabatella - Latiffa
- Antonio Calloni - Mohamed
- Luciano Szafir - Zein
- Stenio Garcia - Ali
- Jandira Martini - Zoraide
- Debora Falabella - Mel
- Nivea Stelmann - Ranya
- Thiago Fragoso - Nando
- Cissa Guimarães - Clarice
- Marcos Frota - Escobar
- Neuza Borges - Dalva
- Nivea Maria - Edna
- Victor Fasano - Tavinho
- Sergio Marone - Ceceu
- Cristiana Oliveira - Alicinha
- Raul Gazola - Miro
- Beth Goulart - Lidiane
- Thais Fersosa - Telminha
- Osmar Prado - Lobato
- Myriam Rios - Anita
- Carla Diaz - Khadija
- Carolina Macieira - Samira

goście specjalni: 
- Pelé – on sam
- Alessandro Safina –- on sam
- Ronaldinho – on sam

## Remake
Telemundo we współpracy z TV Globo postanowił nakręcić nową wersję "Klona". Telenowela została nakręcona w 2009 r., a główne role zagrali Sandra Echeverría i Mauricio Ochmann.